# Sätra (stacja metra)
Sätra – powierzchniowa stacja sztokholmskiego metra, leży w Sztokholmie, w Söderort, w dzielnicy Skärholmen, w części Sätra. Na czerwonej linii metra T13, między Skärholmen a Bredäng. Dziennie korzysta z niej około 4 100 osób.
Stacja znajduje się między Kungssätravägen a Sätra Torg. Posiada jedno wyjście zlokalizowane przy zachodniej części Sätra Torg. 
Otworzono ją 16 maja 1965 jako 63. stację w systemie, wraz z odcinkiem Örnsberg-Sätra. Do 1 marca 1967 była to stacja końcowa linii T13. Posiada jeden peron. Stacja została zaprojektowana przez VBB.

## Sztuka
- Tusen och en natt, ceramiczne, niebieskie płytki na ścianie peronu, Päivi Ernkvist, 1994[4]

## Czas przejazdu
| Linia | Stacja   | Czas przejazdu | Stacja                                                    | Czas przejazdu                     |
| T13   | Ropsten  | 29 min         | Liljeholmen Slussen Gamla stan T-Centralen Östermalmstorg | 11 min 17 min 19 min 21 min 23 min |
| T13   | Norsborg | 15 min         | Liljeholmen Slussen Gamla stan T-Centralen Östermalmstorg | 11 min 17 min 19 min 21 min 23 min |

## Otoczenie
W otoczeniu stacji znajdują się:
- Sätra kyrka
- Sätraskolan
- Sätradalensbollplan
- Sätra bollplan
- Sätra gård
- Sätra ridskola
- Sätra idrottsplats
- Sätra friidrottshall
- Lodowisko
- Frösätra servicehus
- Kraaksätrastation